# أرويز (ألقورات)
أرویز (بالفارسية: ارویز) هي مستوطنة تقع في إيران في قسم ألقورات الريفي. يقدر عدد سكانها بـ 100 نسمة بحسب إحصاء 2016.